# Kommunikation (Luhmann)
Der Begriff Kommunikation beschreibt in der soziologischen Systemtheorie nach Niklas Luhmann eine Operation, die soziale Systeme erzeugt und erhält.
Dieser Kommunikationsbegriff beschreibt etwas anderes als dasjenige, das allgemein unter „Kommunikation“ verstanden wird. Dies gilt insbesondere für die Vorstellung von Kommunikation als gemeinschaftlichem Handeln und auch für die Beschreibung von Kommunikation als Informationsübertragung. Kommunikation ist bei Luhmann eine Einheit aus den Selektionen Information, Mitteilung und Verstehen. Diese Einheit stellt ein soziales System her und erhält es aufrecht, so lange wie die Kommunikation anschlussfähig bleibt und weitere Kommunikationen folgen. Der Kommunikationsbegriff basiert auf der These der operationalen Geschlossenheit der Systeme. Kommunikation als Einheit dreier Selektionen verläuft gleichzeitig mit, aber operational getrennt von psychischen Systemen. Soziale und psychische Systeme sind durch strukturelle Kopplung miteinander verbunden.

## Kommunikation als autopoietische Operation
Lebende, psychische und soziale Systeme werden in der soziologischen Systemtheorie nach Luhmann als autopoietisch (selbstherstellend) und operational geschlossen angesehen. Durch die operationale Schließung der autopoietischen Operation „Gedanken“ und „Kommunikation“ entstehen soziale Systeme und zugleich psychische Systeme (Bewusstseine) als Umwelten sozialer Systeme.
„Operationale Schließung“ bedeutet, dass keine Operation das System verlassen kann, das durch diese Operation entsteht. Die Operation, die psychische Systeme (im weiten Sinne: Bewusstsein) entstehen lässt und aufrechterhält, ist als „Gedanken“ bezeichnet. Gedanken schließen an Gedanken an und erzeugen auf diese Weise das psychische System.  Kein Gedanke verlässt das Bewusstsein, das durch ihn mit gebildet wird. Die Operation, die soziale Systeme entstehen lässt und aufrechterhält, ist als „Kommunikation“ bezeichnet. Kommunikationen schließen an Kommunikationen an und erzeugen auf diese Weise das soziale System. Keine Kommunikation verlässt das soziale System, das durch sie gebildet wird.
In der These der operationalen Geschlossenheit ist die Abgrenzung zum Übertragungsmodell der Kommunikation begründet.
Kommunikation kann nicht in einzelnen Bewusstseinen entstehen oder durch Bewusstseinsoperationen erklärt werden. Luhmann formuliert dies an einer Stelle so: „Alle Begriffe, mit denen Kommunikation beschrieben wird, müssen daher aus jeder psychischen Systemreferenz herausgelöst und lediglich auf den selbstreferentiellen Prozeß der Erzeugung von Kommunikation durch Kommunikation bezogen werden.“

## Kommunikation als Einheit von Information, Mitteilung und Verstehen

Die Trias aus Mitteilung, Information und Verstehen bestimmen den Kommunikationsprozess

Kommunikation fungiert als Synthese dreier Selektionen, als Einheit von Information, Mitteilung und Verstehen. Es handelt sich dabei um Selektionen aus einer unbestimmten Menge von Möglichkeiten: Die Tatsache, dass mitgeteilt wird, ist eine Selektion (es hätte auch eine andere oder keine Mitteilung geschehen können); Die Information, die in Kommunikation entsteht, unterscheidet dieses und schließt im Moment der Kommunikation alles andere aus;  Verstehen ist eine Selektion in dem Sinne, dass auch anders hätte verstanden werden können, und dass dadurch eine bestimmte Möglichkeit des Anschlusses weiterer Kommunikationen selektiert und andere ausgeschlossen werden. Die Selektion einer bestimmten Mitteilung, die auf einer Seite stattfindet, führt zu einer Selektion eines bestimmten Verstehens auf einer anderen Seite. Aus beidem zusammen entsteht für das kommunizierende System Information als selektive Unterscheidung von Verstehen und Mitteilung. Es wird etwas verstanden, und es wird zugleich damit von der Tatsache unterschieden, dass dieses Etwas mitgeteilt wurde. Die Operation Kommunikation führt so auf der Basis von einzelnen Selektionen zweier Seiten zu einer komplexeren, sich selbst stabilisierenden neuen Gesamtsituation, die als neues emergentes System gesehen wird.
Kommunikation ist eine Einheit, die Mitteilen, Information und Verstehen auf mehreren Seiten einschließt. Kommunikation beginnt deshalb logisch mit dem Verstehen und nicht, wie oft angenommen wird, mit einer Mitteilung. Deshalb bezeichnet Luhmann in seinen Erläuterungen den Adressaten einer Mitteilung, durch dessen Selektionen Kommunikation als Einheit entsteht, als „Ego“ und den Mitteilenden als „Alter“. Dieses Verstehen – als selektive Aktualisierung einer Differenz von Mitteilung und Information – ist etwas anderes als ein psychisches Verstehen. Verstehen innerhalb der Operation Kommunikation heißt: Eine Mitteilung und eine Information werden unterschieden und zugeschrieben. Verstehen heißt nicht, die Gefühle, Motivationen, Gedanken des Anderen zu erfassen.
Luhmann bezieht sich mit der Dreiteilung auf die drei Funktionen des sprachlichen Zeichens im Organon-Modell Karl Bühlers sowie auf die Typologie der Sprechakte bei Austin und Searle. Luhmann bezieht das, was Bühler als die Darstellungsfunktion der Sprache bezeichnete, auf die Selektivität der Information, die Ausdrucksfunktion auf die Selektion der Mitteilung und die Appellfunktion auf die Erwartung, dass verstanden wird und sich weitere Kommunikationen anschließen können („die Erwartung einer Annahmeselektion“).
Die Operation Kommunikation weist drei Merkmale auf: Anschluss, Auswahl und Fehlerkorrektur. Die weitere Prüfung, Bestätigung oder Korrektur der Operation Kommunikation kann nur durch sich autopoietisch anschließende kommunikative Operationen geschehen. Kommunikation stabilisiert sich einerseits im Wechselspiel gegenseitiger Erwartungen und erweitert sich andererseits fortlaufend durch die so geschaffenen Möglichkeiten weiterer Bezugnahmen. Sie ist bedroht durch inadäquate, falsche, ungewollte Selektionen und grenzt sich, wenn sie erfolgreich ist, gegen diese ab.
Als Einheit einer Differenz – durch den Einbezug des abstrakten Beobachtungsbegriffs – wird Kommunikation für Luhmann  zu einer selbstbeobachtenden Operation.

## Kommunikationsmedien zur Reduktion von Unwahrscheinlichkeit
Von einem evolutionären Standpunkt aus gesehen ist für Luhmann das Zustandekommen von Kommunikation unwahrscheinlich. Die Unwahrscheinlichkeit der Kommunikation entsteht durch eine doppelte Kontingenz. Kontingenz bedeutet, dass etwas möglich, aber nicht notwendig ist. Doppelte Kontingenz bedeutet, dass (a) auf beiden Seiten (b) in Bezug auf die eine und die andere Seite eine Kontingenz besteht.
Die Unwahrscheinlichkeit des Entstehens der Operation Kommunikation bezieht sich auf das Folgende:
1. Verstehen – der Vollzug der Einheit der Kommunikation
2. Erreichen des Adressaten
3. Erfolg – Akzeptanz und Annahme der Mitteilung, sowie der Anschluss weiterer Kommunikationen

Die Gesellschaft hat Einrichtungen geschaffen, um die Unwahrscheinlichkeit zu vermindern: die Medien.
1. Das Medium Sprache reduziert die Unwahrscheinlichkeit des Verstehens.
2. Die Medien der Verbreitung reduzieren die Unwahrscheinlichkeit, den Adressaten zu erreichen.
3. Symbolisch generalisierte Kommunikationsmedien reduzieren die Unwahrscheinlichkeit des Erfolgs.